# Orlovdiamant

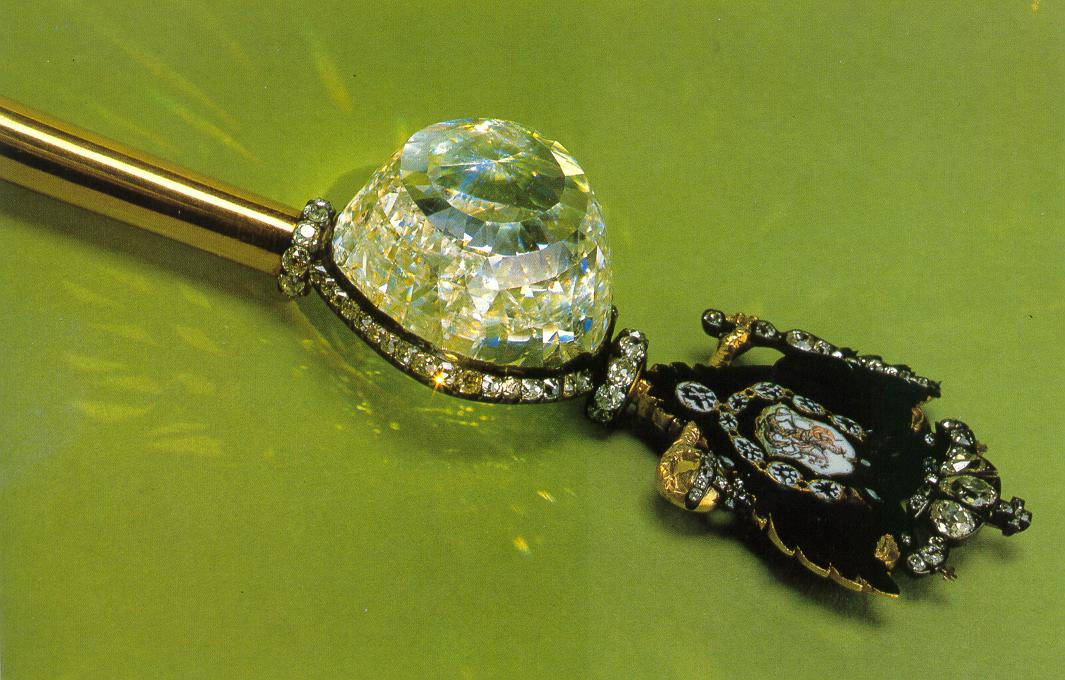
De Orlovdiamant ingelegd in de keizerlijke scepter van de Russische keizerin Katharina de Grote

De Orlovdiamant is een grote diamant van 189,62 karaat van Indiase origine. De diamant behoort tegenwoordig tot de Diamantfondscollectie van het Arsenaal van het Kremlin in Moskou. De diamant worden de vorm en de verhoudingen toegeschreven van een halve kippenei. In 1774 werd de diamant ingelegd in de keizerlijke scepter van de Russische keizerin Katharina de Grote.
De diamant is gedolven uit de Kollur Mine, de diamantmijn op de zuidelijke rivierbank van de Krishna in Golkonda, tegenwoordig deel van Andhra Pradesh, waar naast de Orlov onder meer ook de Hope, de Regent, de Koh-i-Noor, de Darya-ye Noor, de Beau Sancy en de Florentiner gedolven zijn. De steen zou uit India ontvreemd zijn volgens de overlevering door een deserterend Frans soldaat in de periode van de Carnatische oorlogen die de steen in Tiruchirappalli stal. De steen ging van handelaar over op handelaar en dook in Amsterdam op waar hij door een Iraniër werd verkocht aan graaf Grigori Orlov, de minnaar van Katharina de Grote.